# روئی فانته
روئی فانته (انگلیسی: Rui Fonte؛ زادهٔ ۲۳ آوریل ۱۹۹۰) فوتبالیست اهل پرتغال است.
از باشگاه‌هایی که در آن بازی کرده‌است می‌توان به باشگاه فوتبال آرسنال، باشگاه فوتبال کریستال پالاس، باشگاه فوتبال ویتوریا ستوبال، باشگاه فوتبال اسپانیول، باشگاه فوتبال اسپورتینگ پرتغال، باشگاه فوتبال اسپانیول، باشگاه فوتبال بنفیکا، باشگاه فوتبال بلننسس، باشگاه ورزشی براگا، و باشگاه فوتبال بنفیکا اشاره کرد.
وی همچنین در تیم‌های ملی فوتبال زیر ۱۶، ۱۷، ۱۸، ۱۹ و ۲۰ پرتغال بازی کرده‌است.